# Urda Alice Klueger
Urda Alice Klueger (Blumenau, 16 de fevereiro de 1952) é uma escritora e historiadora brasileira.

## Biografia
Descendente paterna de alemães de fé luterana, começou seus estudos na sua cidade natal, na Escola São José. Cursou o ginásio e o científico no Colégio Pedro II, também em Blumenau. Mais tarde, iniciou o curso de Economia (UNIPLAC), que não chegou a completar, na cidade de Lages. Finalmente, qlicenciou-se e especializou-se em História, pela FURB, em Blumenau.
Lecionou como professora de História no ensino fundamental, em escola pública, 2001 e 2002, e ensino médio em 2003.
Atualmente, realiza pesquisa sobre os sambaquianos, antigos moradores de Santa Catarina, entre seis mil e dois mil anos atrás. A pesquisa iniciou-se em 1997 e resultou no livro O povo das conchas. Ela já gerou um trabalho de conclusão de curso, uma monografia de especialização, e está gerando um romance-histórico, e uma dissertação de Mestrado. Em 2008, publicou um romance de ficção pré-histórica intitulado Sambaqui.
É membro da Academia Catarinense de Letras, do Instituto Histórico e Geográfico de Santa Catarina, da União Brasileira de Escritores e da Associação de Jornalistas e Escritoras do Brasil.
Participou de várias antologias, foi colaboradora de várias revistas e jornais. Publicou cento e cinquenta crônicas no jornal A Notícia, de Joinville, aproximadamente cento e trinta no jornal Expresso das Nove, de Açores, Portugal e também foi cronista do jornal Diário Catarinense, de Florianópolis.
Retrato Literário: Urda Alice Klueger e o fazer literário (Itajaí: Univali; Blumenau: Edifurb, 2004), livro-reportagem escrito pela jornalista Camila Morgana Lourenço, é a primeira biografia da escritora.

## Obras
- Verde Vale, romance-histórico, 1979 (em 10º Edição)
- As Brumas Dançam sobre o Espelho do Rio, romance-histórico, 1981
- No Tempo das Tangerinas, romance-histórico, 1983 (em 7º Edição)
- Vem, Vamos Remar, relato, 1986 (em 4º Edição)
- Te Levanta e Voa, romance, 1989
- Cruzeiros do Sul, romance-histórico, 1991
- Recordações de Amar em Cuba II, relato, 1995
- A Vitória de Vitória, romance infantil, 1998 (em 2º Edição)
- Entre Condores e Lhamas, relato, 1999
- Crônicas de Natal e Histórias da Minha Avó, memórias, 2001 (em 3º Edição)
- No Tempo da Bolacha Maria, crônica memorialista, 2002
- Amada América, crônicas de viagem, 2003
- O povo das Conchas, paradidático sobre sua pesquisa pré-histórica (Sambaquianos), 2004
- Histórias D´Além Mar, crônicas de viagem, 2004
- Sambaqui, 2008
- Meu Cachorro Atahualpa, 2010
- Nossa Família Aumentou, 2014